# حزب العمال الإصلاحي
حزب العمل الإصلاحي (بالبرتغالية: Partido Trabalhista Renovador‏) هو حزب سياسي في البرازيل تأسس في عام 1985. في عام 1993 اندمج الحزب مع حزب العمل الاجتماعي في الحزب التقدمي.
في عام 1995 اندمج الحزب التقدمي مع الحزب التقدمي الإصلاحي في الحزب التقدمي البرازيلي، والذي أعاد تغيير اسمه إلى الحزب التقدمي في عام 2003.